# Hapsifera cristinae
Hapsifera cristinae är en fjärilsart som beskrevs av Josif Capuse 1971. Hapsifera cristinae ingår i släktet Hapsifera och familjen äkta malar.
Artens utbredningsområde är Guinea. Inga underarter finns listade i Catalogue of Life.